# 非人生活續集
《非人生活續集》（義大利語：Mondo cane 2）是一部1963年的紀錄片， 由瓜爾蒂耶羅·亞科佩蒂和佛朗哥·普羅斯佩里執導。
本片是1962年《非人生活》的續集，按照殘酷紀錄片的惯例，展示了全球各個國家奇異而令人印象深刻的習俗，其中記錄了墨西哥、夏威夷、美國、英格兰、非洲、奇伦托、普利亚和越南的一些最不尋常和令人震驚的风俗習慣。

## 内容
从切除英国狗的声带，以及对英国审查和诋毁上一部影片的相关谩骂开始，我们转到时装设计师埃米利奧·舒伯特，狗的毛发被涂成与走在T台上的模特的衣服和帽子相配。接下来，镜头放大了这个时装秀上一个女性观众的头发，显示出这个女人戴着假发，引出了阿韋爾薩的头发市场，妇女们剪了头发来卖钱，从坎帕尼亚到纽约的假发工厂，为忙碌的美国人制作假发。我们还看到了吃鳄鱼肉导致不育的男人，可憐的畸形兒童，西西里岛上一个小村庄的选角。影片在一段扇耳光的樂曲中結束。

## 续集
1986年，導演史特爾維歐·馬西製作了《恐怖的人生》，明显是卡瓦拉、亞科佩蒂、普羅斯佩里《非人生活》的续集。另有1988年的《千奇百怪地球村》。

## 轶事
- 舉行硬頭節（sagra delle teste dure）的撒丁島巴图里村（Baturi）實際上並不存在，場景是在阿布魯佐的維拉拉戈拍攝的。